# Васильєв Леонід Лазарович
Васи́льєв Леонід Лазарович (Васильев Леонид Лазаревич; (25 серпня (6 вересня) 1877  — 1921 , Лигово (Волховський район), Волховський район )) — російський мовознавець.
Закінчив Санкт-Петербурзький університет (викладач Олексій Соболевський), де відтоді працював приват-доцентом кафедри слов'янського мовознавства. Від 1913 через важку хворобу відійшов від науково-педагогічної діяльності. Васильєв був фахівцем з манускриптів доби Київської Русі, детально проаналізувавши їх, висвітлив деякі питання староукраїнської фонетики (зокрема пом'якшення і твердість приголосних перед -е-, -ę-, новим -ѣ- і пом'якшення -н-). Досліджуючи східнослов'янські рукописи, виявив відбиття давніх нисхідного і висхідного наголосів («О значеніи каморы въ нѣкоторыхъ древнерусскихъ памятникахъ XVI и XVII вѣковъ» // Рус. филол. вестник. 1917—1918. Т. 78).
Автор рецензій на праці Н. Дурново, М. Кульбакіна, Є. Будде та ін. По смерті Васильєва у Мюнхені 1972 під редакцією Юрія Шевельова було видано його «Труды по истории русского и украинского языков».

## Праці
- Богдановскій Златоустъ XVI в. // Рус. филол. вестник. 1905. Т. 10, кн. 3; О вліяніи неіотированныхъ гласныхъ на предыдущій открытый слогъ. Главы 1—3 // Там само. 1908. Т. 13, кн. 3;
- Одно изъ соображеній въ защиту написаній ьрь, ьръ, ъръ, ълъ въ древнерусскихъ памятникахъ, какъ дѣйствительныхъ отраженій второго полногласія // ЖМНП. 1909. Ч. 22, кн. 7—8;
- Можно ли основываться въ доказательсто существования въ предкѣ малорусскаго нарѣчія мягкихъ согласныхъ передъ е на современныхъ малорусскихъ формахъ повелительного наклоненія въ роде «ведіть» // Рус. филол. вестник. 1913. Т. 70;
- Объ одномъ случаѣ смягченнаго звука n въ общеславянскомъ языкѣ, явившагося на посредствомъ слѣдующаго за нимъ древнего j // Там само.